# Cane da guerra

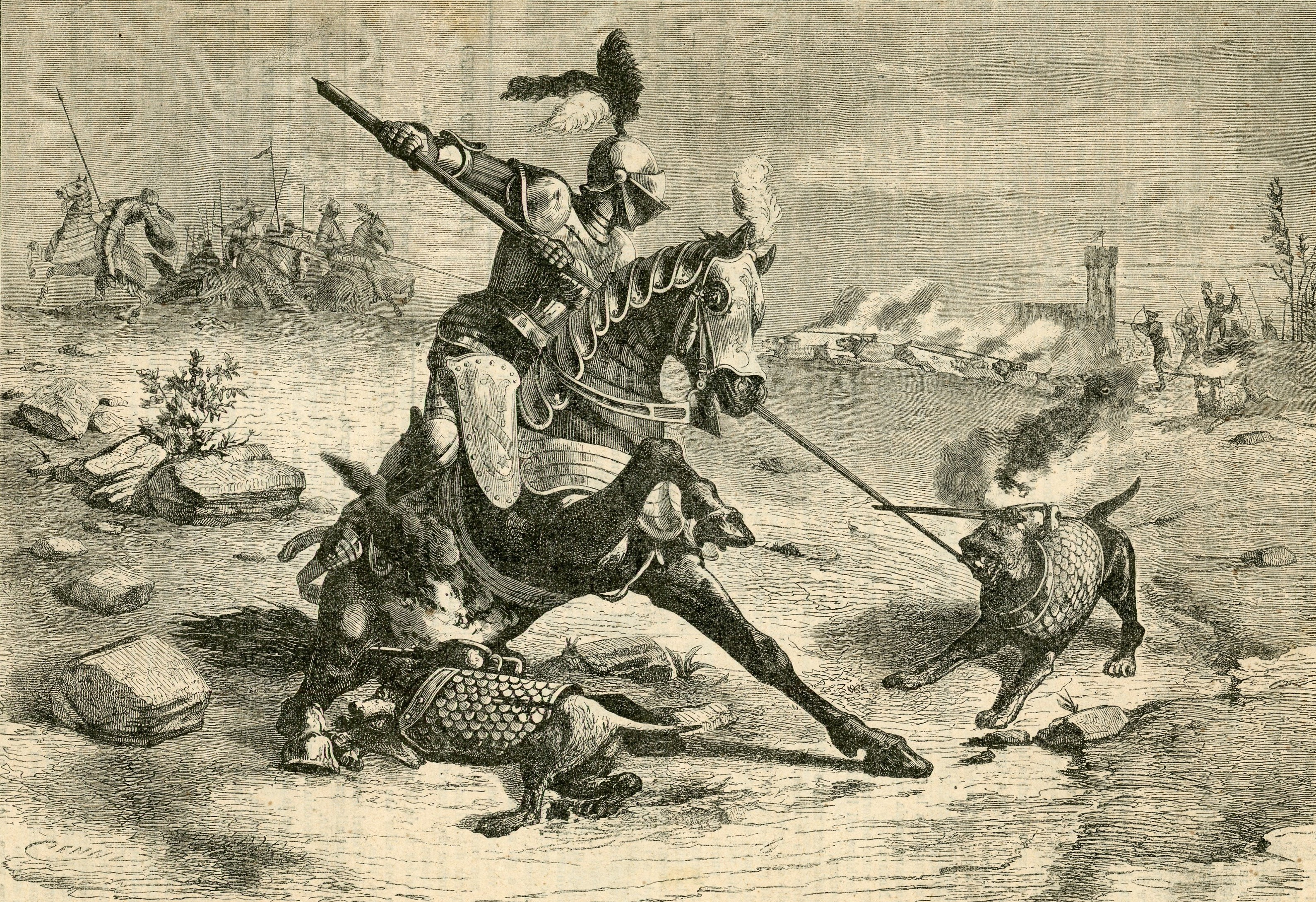
I cani armati contro la cavalleria (da una miniatura della Biblioteca Nazionale di Parigi).

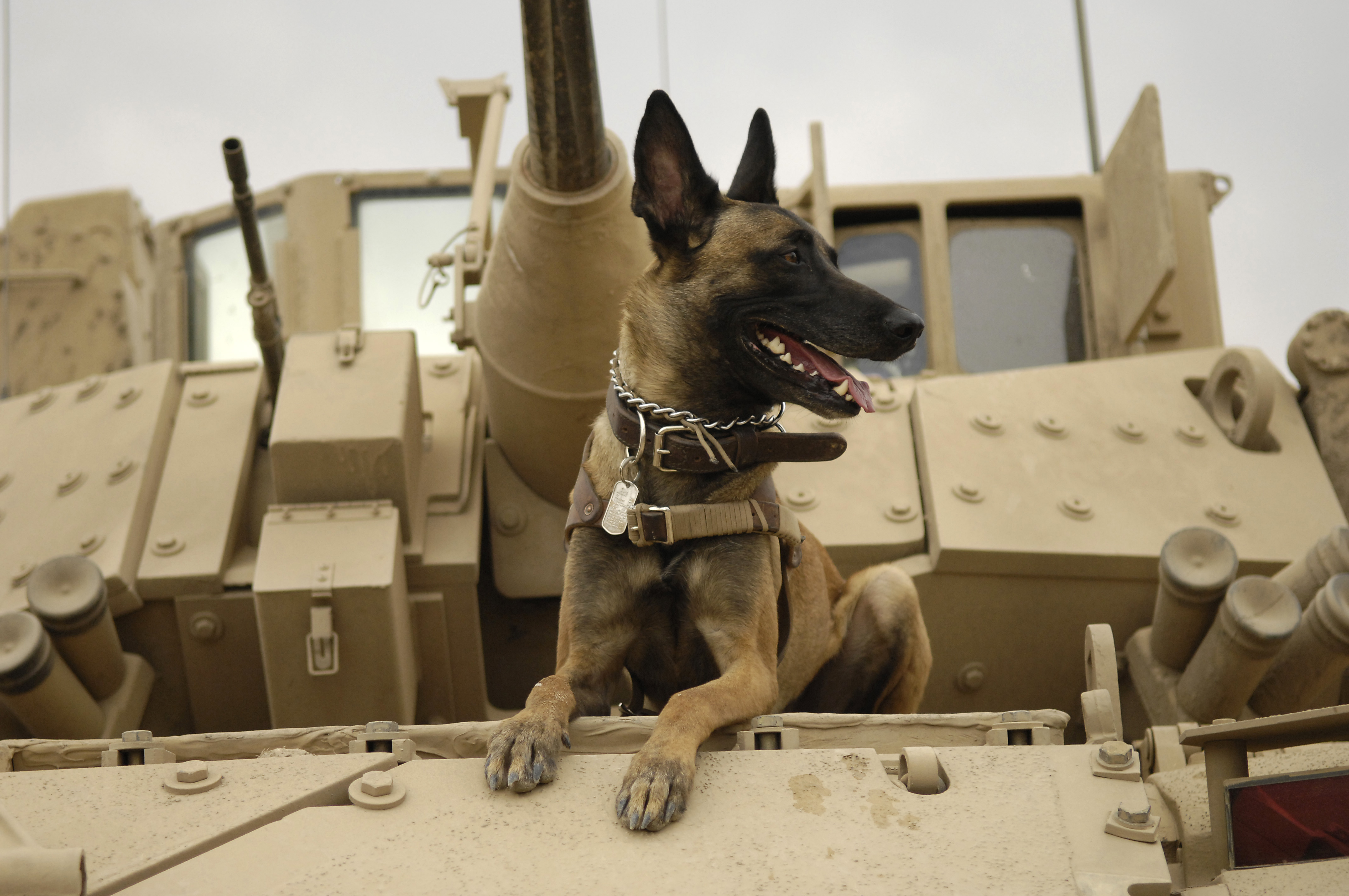
Un cane razza pastore belga della U.S. Air Force accucciato sopra un Veicolo da combattimento della fanteria "M2A3 Bradley" in Iraq nel 2007

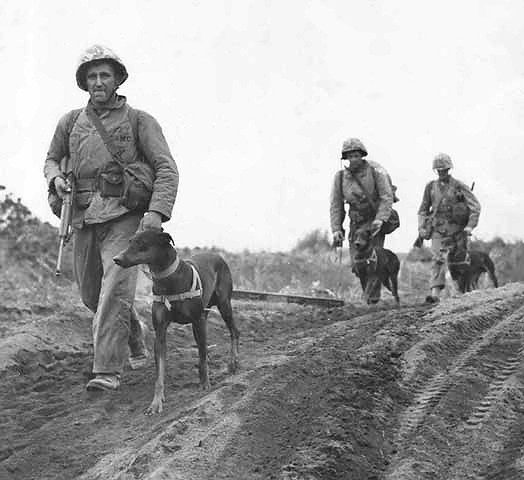
Iwo Jima, un plotone di Marines in perlustrazione con i loro Dobermann.

Il cane da guerra è un cane domestico appositamente addestrato, spesso anche selezionato, per affiancare l'uomo nelle più svariate operazioni belliche: ricognizione, rilevamento esplosivo, attacco, intimidazione, ecc.
L'utilizzo del cane in ambito bellico ha origini antichissime (quasi certa la presenza di cani da guerra nell'Antico Egitto, al tempo dell'invasione degli Hyksos - XVII secolo a.C.) e prosegue tutt'oggi pur nel contesto di una guerra sempre più tecnologicamente avanzata.

## Razze utilizzate

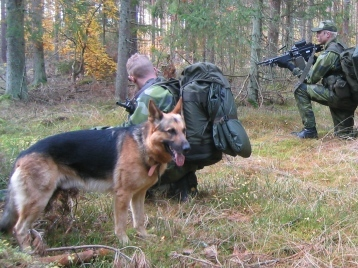
Un cane da pastore tedesco durante un'esercitazione in un bosco.

L'uso del cane nelle azioni belliche risale alle origini della civiltà umana e molte le razze impiegate:
- XVIII secolo a.C., cani da guerra di razza saluki furono usati dagli Hyksos durante l'invasione dell'Egitto;
- XVI-V secolo a.C., cani discendenti da quelli degli Hyksos furono impiegati in guerra dagli Egizi;
- XI-VI secolo a.C., cani mesopotamici e indiani furono usati in battaglia dagli Assiri;
- VI-IV secolo a.C., i Persiani usarono in guerra cani caucasici, mesopotamici, pakistani, afgani, tibetani e indiani tra cui le razze alangu, sindh, hyrcani, mastino tibetano, mazandaran, discendenti da accoppiamenti con razze locali quali Bully Kutta, akbash, kangal;
- V-II secolo a.C., popolazioni greche e balcaniche usarono in guerra cani pastore e da caccia tra cui le razze "molosso lacone", hellenikos poimenikos, skilos tou Pyrrou, skilos tou Alexandrou, molosso d'Epiro, metchkar, qen ghedje, sylvan e in seguito il discendente cane da pastore di Ciarplanina;
- VII secolo a.C-V secolo d.C., i romani impiegavano in guerra "canis pugnaces " tra cui il molosso d'epiro e antenati del cane corso, del mastino napoletano, del cane della Serra da Estrela, del Branchiero Siciliano. Altre razze come il cane da pastore maremmano abruzzese furono usati in attività di supporto;
- ?-V secolo d.C., "pugnaces Britanniae", progenitori degli attuali irish wolfhound e deerhound;
- XII-XIII secolo, in occasione delle invasioni mongole e alaune furono usati in guerra mastini mongoli tra cui hon'ch nohoi, borzoi e successivi discendenti e accoppiamenti con razze locali tra cui chow chow, songshi quan, mang, ti ao, man kout, tang chao quan, shar pei. Anche i mastini tibetani trovarono utilizzo bellico in tali circostanze: naj-khyi, dzy-khyi, sgo-khyi, tsang-khyi, kyi-apso e successivi discendenti e accoppiamenti con tipi locali. Furono impiegati anche mastini alauni tra cui alaunt e successivi discendenti e accoppiamenti con tipi locali, tra cui alano, kuvasz, komondor.
- XIV secolo d.C. a oggi si ricordano le razze irish wolfhound, deerhound, mastiff, bulldog inglese, bullmastiff, Rough collie, Smooth collie, dogue de Bordeaux, Cane di San Bernardo, bovaro del Bernese, gran bovaro svizzero, bovaro dell'Appenzell, leonberger, saupacker, bullenbeisser, hofhunden, rottweiler, cani da presa iberici, pastore francese (poi briard e beauceron), cane di S.Uberto (bloodhound), hovawart, mastino spagnolo;
- XV-XVI secolo, i conquistadores portarono nelle Americhe le razze alano spagnolo, galgo español, greyhound, mastiff e successivi accoppiamenti e discendenti: bloodhound cubano, perro pampa, cimarron uruguayo, dogo canario, gran mastín de Borínquen, dogo argentino;
- XVII-XIX secolo, cani da guerra di razza bloodhound cubano, Cane di Terranova, staghound furono impiegati in battaglia nel Nord America;
- XVII-XIX secolo, razze come il barbone, briard, beauceron, bovari delle Fiandre, tervueren, groenendael, malinois, laekenois furono impiegati in guerra dai Francesi;
- XIX secolo, razze come il collie, border collie, Bearded collie, airedale terrier, bloodhound, mastiff, bullmastiff, bulldog, bull terrier, Staffordshire bull terrier, whippet, fox terrier, cairn terrier, West Highland white terrier, scottish terrier, Sealyham terrier, furono usate in battaglia dagli Inglesi.
- XIX secolo, durante la guerra per l'unità d'Italia, furono utilizzate razze quali il cane corso/mastino napoletano, il cane da pastore silano, il mastino abruzzese;
- XIX secolo, in Brasile in occasione degli scontri fra cangaceiros (briganti brasiliani) e forze di polizia ed esercito, furono impiegati cani di razza fila brasileiro;
- XX secolo, durante la guerra italo-turca gli Italiani usarono le razze dogo sardo e pastore fonnese;
- Prima e/o Seconda guerra mondiale, le razze usate furono collie, airedale, cane da pastore tedesco, dobermann, boxer, akita, mastiff, irish wolfhound, rottweiler, barbone, San Bernardo, alano, mastino abruzzese, cane da montagna dei Pirenei, bovaro delle Fiandre, riesenschnauzer, bulldog americano, Olde English Bulldogge, bulldog inglese, terranova, briard, beauceron, mastino belga, dogue de Bordeaux, pastori belgi, bloodhound, dalmata, american Staffordshire terrier, american pit bull terrier, bracco ungherese, alaskan malamute, siberian husky, hovawart, pastore del Caucaso, weimaraner, setter inglese, setter irlandese, gordon setter, pointer inglese, cane da ferma tedesco a pelo corto, drahthaar, bracco italiano, segugio italiano, segugio maremmano, segugio dell'Appennino, segugio della Transilvania, beagle, foxhound, spinone italiano, bassotto, pinscher e zwergpinscher, pastore australiano, pastore svizzero bianco, Shetland sheepdog, pastore bergamasco, bovari australiani, pastore australiano Kelpie;
- XX secolo, durante la Guerra d'Algeria l'esercito francese utilizzò il cane da pastore tedesco;
- XX secolo, durante la Guerra di Corea, l'esercito statunitense utilizzò pastori tedeschi e dobermann e durante la Guerra del Vietnam, pastori tedeschi, pastori belgi e dobermann.
- XX secolo, in occasione della Guerra dell'Afghanistan, l'esercito sovietico impiegò il cane da pastore tedesco orientale, rottweiler, airedale, pastore del Caucaso, della Russia Meridionale, dell'Asia Centrale, terrier nero russo;
- XX secolo, durante la Guerra in Iraq e Afghanistan, le forze alleate usarono il cane da pastore tedesco, pastori belgi, pastore olandese, labrador, golden retriever.
- XX secolo, "ibridi" selezionati vengono usati a scopi militari e di polizia da varie forze armate tra cui per il cane lupo cecoslovacco, cane lupo di Saarloos, cane lupo italiano, cane lupo di Kunming, cane lupo russo, cane lupo sudafricano, cane sciacallo russo.

## Utilizzo bellico
Il cane fu spesso usato in azioni di guerra o missioni di pace:
- XVIII secolo a.C., invasione Hyksos dell'Egitto;
- XIV secolo a.C., guerre di Tutankhamon;
- XIII secolo a.C., guerra fra Ittiti e gli Egizi di Ramesse II;
- 1115 a.C., invasione dell'Anatolia e della Fenicia da parte degli assiri di Tiglat-Pileser;
- IX secolo a.C., guerre assire di Assurnasirpal II;
- VII secolo a.C., guerre fra Lidi e Cimmeri;
- 525 a.C., battaglia di Per-Amun fra Egizi e Persiani;
- 490 a.C., battaglia di Maratona fra Greci e Persiani;
- 480 a.C., tentativo persiano di invasione della Grecia e battaglia delle Termopili;
- 385 a.C. Assedio degli Spartani a Mantineia;
- 331 a.C., battaglia di Gaugamela fra Macedoni e Persiani;
- 231 a.C., repressione romana dei Peliti in Sardegna;
- 123 a.C., invasione romana e guerre in Gallia contro gli Alverni di Bituito;
- 101 a.C., battaglia di Vercelli fra Romani e Cimbri;
- I secolo, invasione e conquista romana della Britannia;
- V secolo, invasioni unne;
- IX-X secolo, invasioni ungare;
- 1138, assedio del castello di Tribuco, Italia;
- 1203-4, assedio francese del castello inglese in Normandia di Château Gaillard;
- 1210, assedio slavo del castello tedesco di Dietfurt;
- 1415, battaglia di Azincourt, fra Inglesi e Francesi;
- Marzo 1476, battaglia di Grandson fra Borgognoni e Svizzeri;
- Maggio 1476, battaglia di Morat fra Borgognoni e Svizzeri;
- XV-XVI secolo, conquista spagnola del Centro-Sud America;
- 1580, battaglia di Glenmalure, Irlanda, fra Irlandesi e Inglesi durante le Ribellioni Desmond;
- 1691, Irlanda, battaglia di Aughrim fra Giacobiti e Guglielmiti;
- 1795, repressione inglese dei Maroons in Giamaica;
- 1806-15, Regno di Napoli, scontri fra truppe francesi e briganti;
- 1836, Cabilia, Guerra franco-algerina;
- 1840, Seconda guerra seminole dell'esercito statunitense in Florida e Louisiana;
- 1861-70, guerra per l'Unità d'Italia e repressione, fra esercito italiano e briganti;
- 1863, Guerra di Secessione americana, repressione sudista in Mississippi, del gruppo di disertori confederati detto Newton Knight;
- 1868, battaglia dell'esercito statunitense sul fiume Washita contro le popolazioni cheyenne;
- 1870, Guerra franco-prussiana;
- 25-26 giugno 1876, battaglia del Little Bighorn dell'esercito USA contro Sioux e Cheyenne;
- 1879, Guerra anglo-zulu;
- 1880, Guerra anglo-afghana, battaglia di Maiwand;
- 1882, Campagna d'Egitto, battaglie di El Teb e Kirbekan;
- 1898, Cuba, Guerra ispano-americana;
- 1880-1881 e 1899-1902, Guerre anglo-boere;
- 1904-7, Namibia, Africa Occidentale Tedesca, Guerre herero;
- 1904-05, Campagna russo-giapponese;
- 1911-12, Libia, Guerra italo-turca;
- 1912, Prima Guerra dei Balcani;
- 1912-13, Guerra di Egitto;
- 1914-18, Prima guerra mondiale, l'uso dei cani in guerra fu diffuso in tutti gli schieramenti, tanto da contare un totale di circa un milione di cani morti;
- 1931, invasione giapponese della Manciuria;
- 1937-45, Seconda guerra sino-giapponese;
- 1939-45, Seconda guerra mondiale;
- 1946-54, Guerra d'Indocina;
- 1948 a oggi, Israele;
- 1950-53, Guerra di Corea;
- 1954-62, Guerra d'Algeria;
- 1960-75, Guerra del Vietnam;
- 1966-89, Guerra di indipendenza della Namibia;
- 1979-89, Guerra dell'Afghanistan;
- 1988, Libano, Operazione "Blu e Marrone" dell'esercito israeliano;
- 1991, Guerra jugoslava;
- 1994-96, Prima guerra cecena;
- 1995 e 1999, ex Jugoslavia, operazioni "Deliberate Force" e "Allied Force";
- 1999-2008, Seconda guerra cecena;
- 2001, Afghanistan;
- 2003, Iraq.

## Impiego

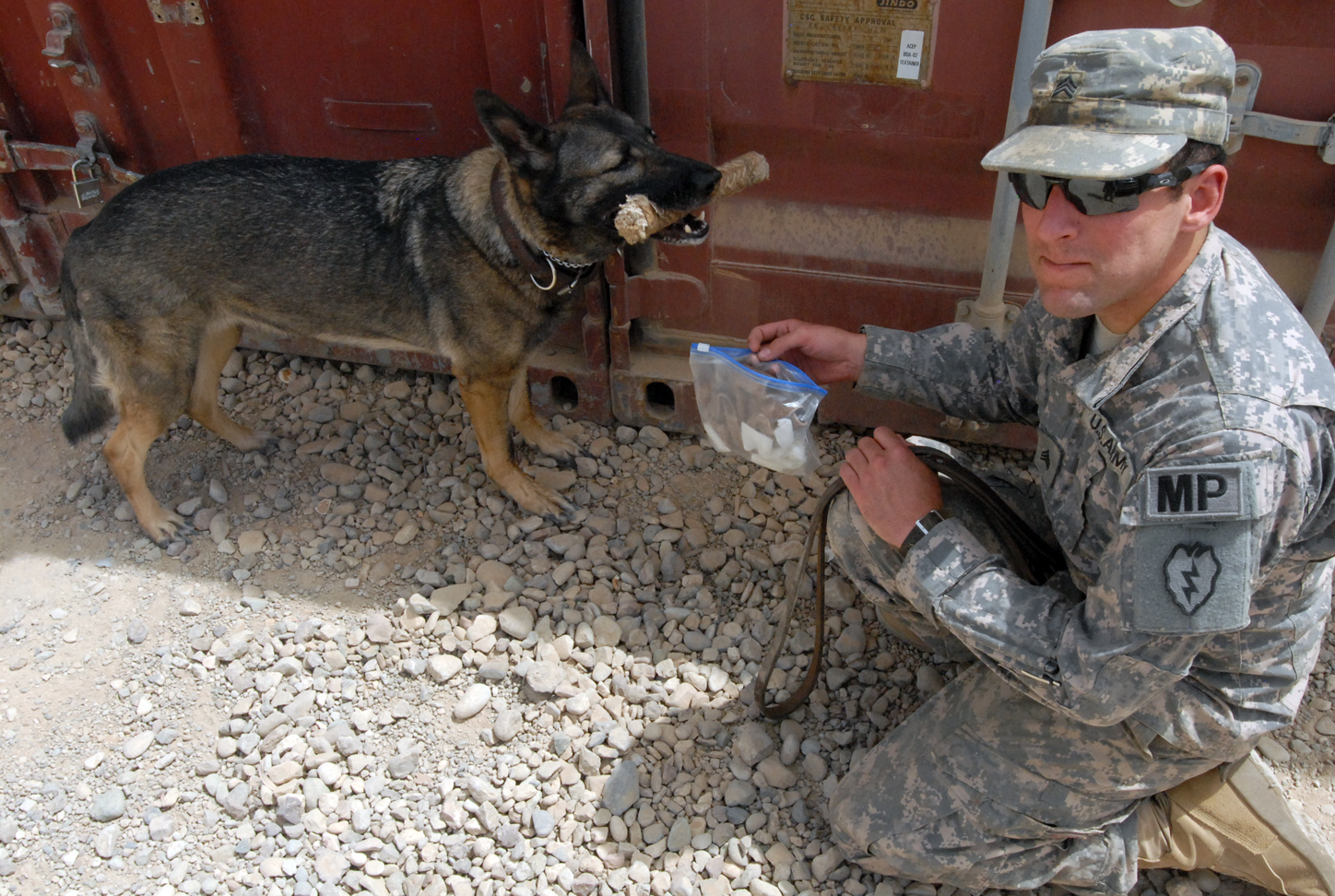
Per il suo coraggio, intelligenza e addestrabilità, il cane da pastore tedesco è la razza più utilizzata dagli eserciti di tutto il mondo.

I cani da guerra nell'antichità venivano utilizzati in mute contro la fanteria e la cavalleria. I cani sovente erano protetti da armature in cuoio e in alcuni casi con ulteriori lamelle metalliche protettive, e avevano funzione anti-uomo, con atterramento e sbranamento dell'avversario. Pertanto erano esemplari di grandi dimensioni - anche per sostenere il peso dell'armatura -, selezionati in base all'aggressività e all'insensibilità alle ferite. Chi ne fece maggiore uso fu l'impero persiano, con decine di migliaia di esemplari provenienti anche dalle regioni più lontane. I greci li utilizzavano sovente nell'ambito di particolari reparti ristretti formati da un cane da guerra, un lanciatore di giavellotti, un arciere e un cavaliere. Quando il cane attaccava il nemico, questi doveva abbassare lo scudo per proteggersi le gambe e diveniva facile bersaglio nelle parti non più protette da parte delle frecce o giavellotti. I cimbri avevano potenti e numerosi cani da guerra, che misero in difficoltà i legionari romani nella battaglia di Vercelli, mentre non è vero - non essendo menzionato in nessun documento storico e neppure nel De bello gallico di Giulio Cesare - che furono utilizzati dai britanni che si opposero all'invasione romana. Nel medioevo i cani da guerra furono usati con le stesse finalità, ma soprattutto contro la cavalleria. I cani all'attacco potevano bloccare o fare imbizzarrire la cavalleria avversaria, rallentandone la corsa. In alcuni casi le armature dei cani avevano fissate delle lunghe lame utili a tagliare i garretti o il ventre dei cavalli, mentre in altri casi sull'armatura era fissato un contenitore con combustibile incendiato, sempre per spaventare i cavalli.
I cani più feroci furono probabilmente quelli spagnoli, incroci fra mastini e levrieri, utilizzati contro gli indios in America, addestrati in apposite basi e alimentati con carne umana. Ogni distaccamento spagnolo ne aveva almeno 20, ma potevano essere molti di più, come i 900 di Pizarro in Sud America. I cani non necessitavano di scorte alimentari essendocene in loco sotto forma di sventurati. In casi di ristrettezze gli spagnoli mangiavano i cani, attuando quindi una sorta di antropofagia indiretta. Da questi cani discendevano i cosiddetti Cuban Bloodhound, messi in campo (ma con museruola e guinzaglio) dall'esercito degli Stati Uniti nel XIX secolo durante le Guerre Seminole. Detti cani però risultarono troppo pericolosi per gli stessi soldati e, dopo una serie di vittime civili, negli Stati Uniti ne fu decretata la soppressione, estinguendoli. L'utilizzo di cani direttamente contro l'uomo in battaglia fu effettuato fino al XVII secolo in Galles, anche se (ma senza la messa in campo contemporaneo di branchi) tale uso si ripeté fino al XX secolo con i trecento mastini fonnesi messi in campo dall'Regio Esercito italiano nella Guerra italo-turca.
Dalla Prima guerra mondiale a oggi i cani furono molto utilizzati come portaordini, ricerca feriti, attacco, guardia, esplorazione, traino e ricerca di esplosivi. Attualmente le razze più utilizzate sono il cane da pastore tedesco, il pastore belga Malinois, il pastore olandese e, solo con compiti incruenti, il Labrador Retriever. Un cane antimina è in grado di individuare le cariche esplosive munite di 12 diversi tipi di esplosivo e sepolte fino a un metro di profondità, anche se dissimulate con sostanze dall'odore molto forte, come il kerosene.

## Galleria d'immagini

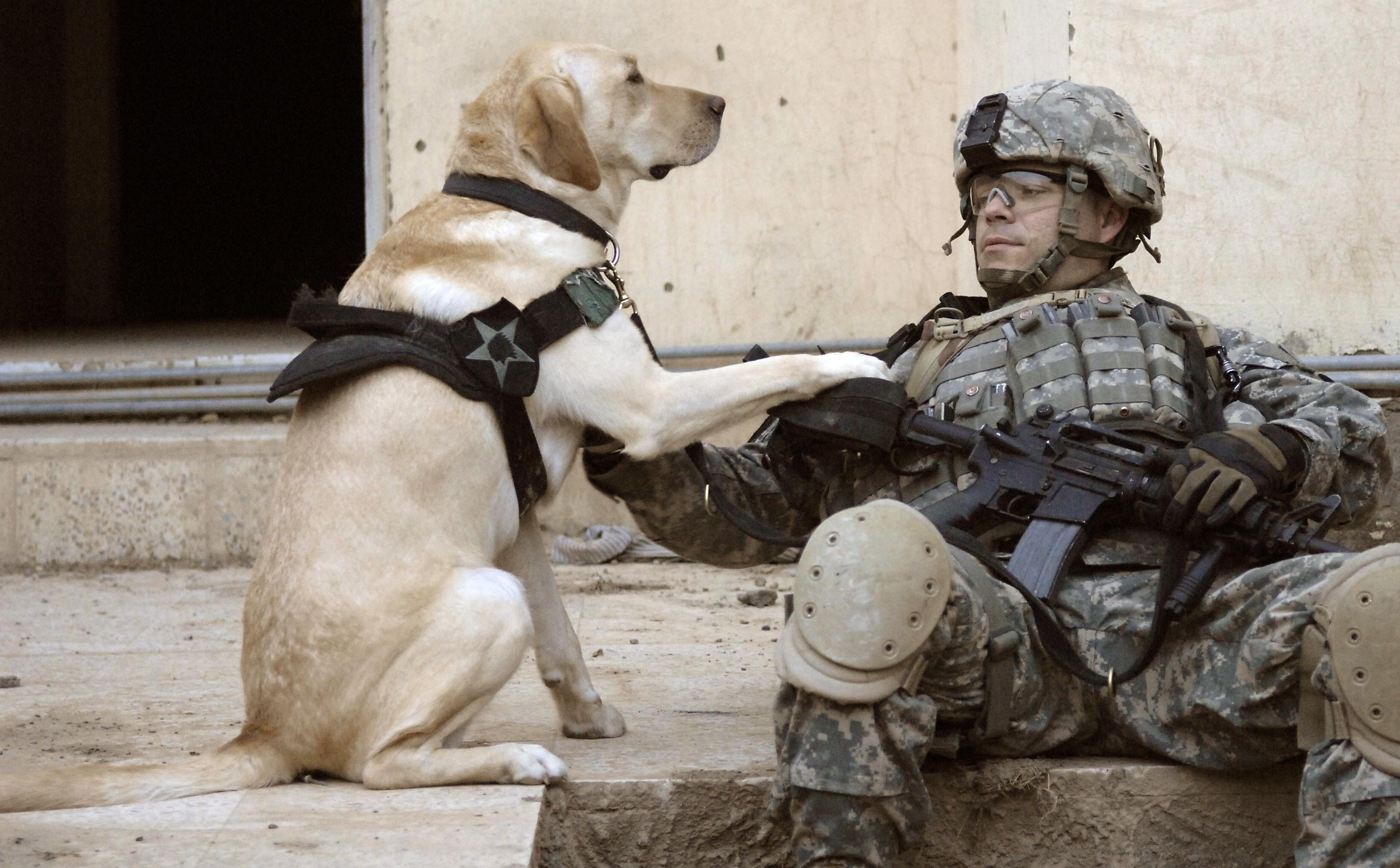
Un soldato della U.S. Army aspetta il segnale d'attacco insieme al suo cane - Buhriz, 2007
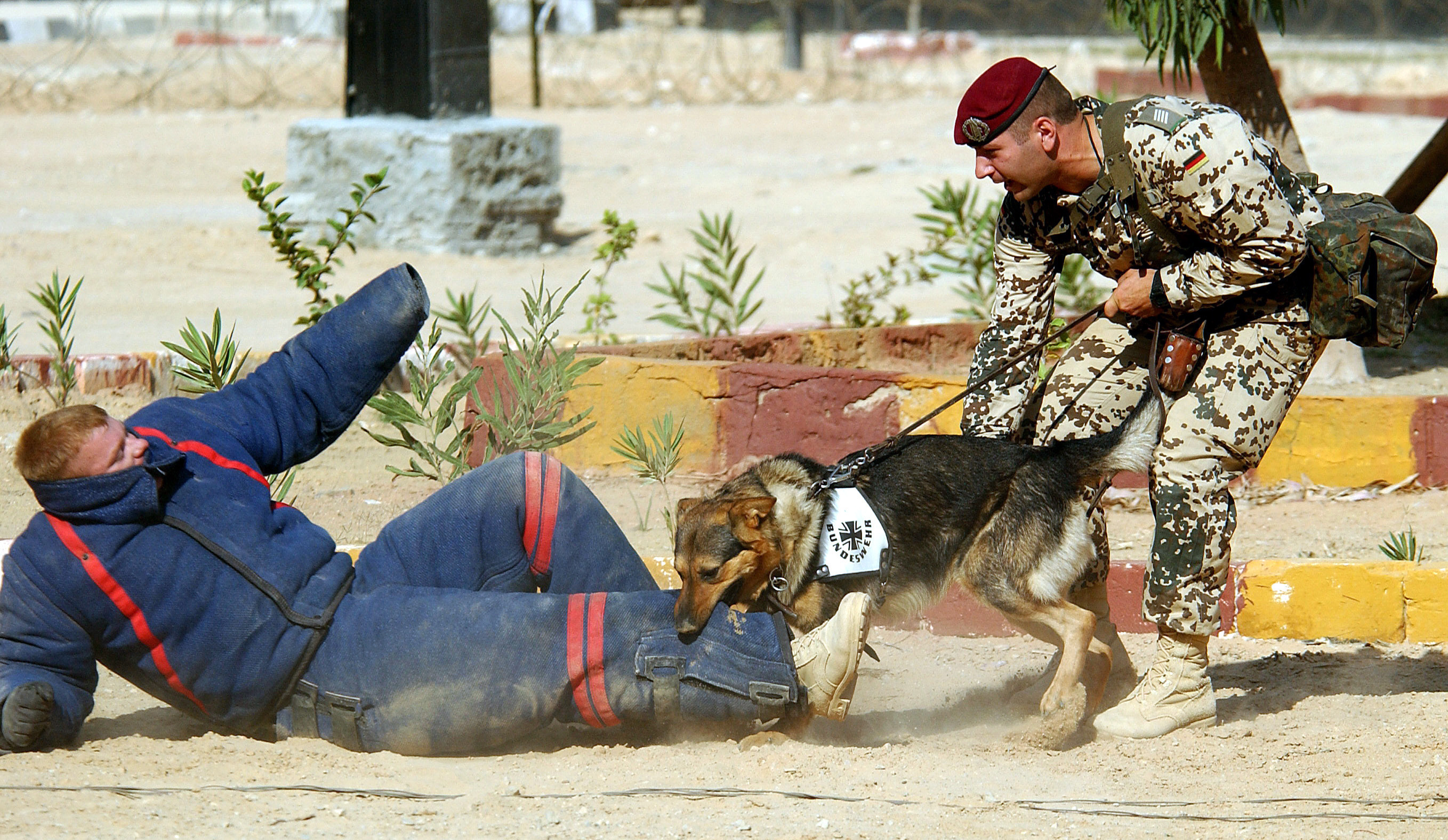
K-9 della Bundeswehr all'opera in una dimostrazione - 2001
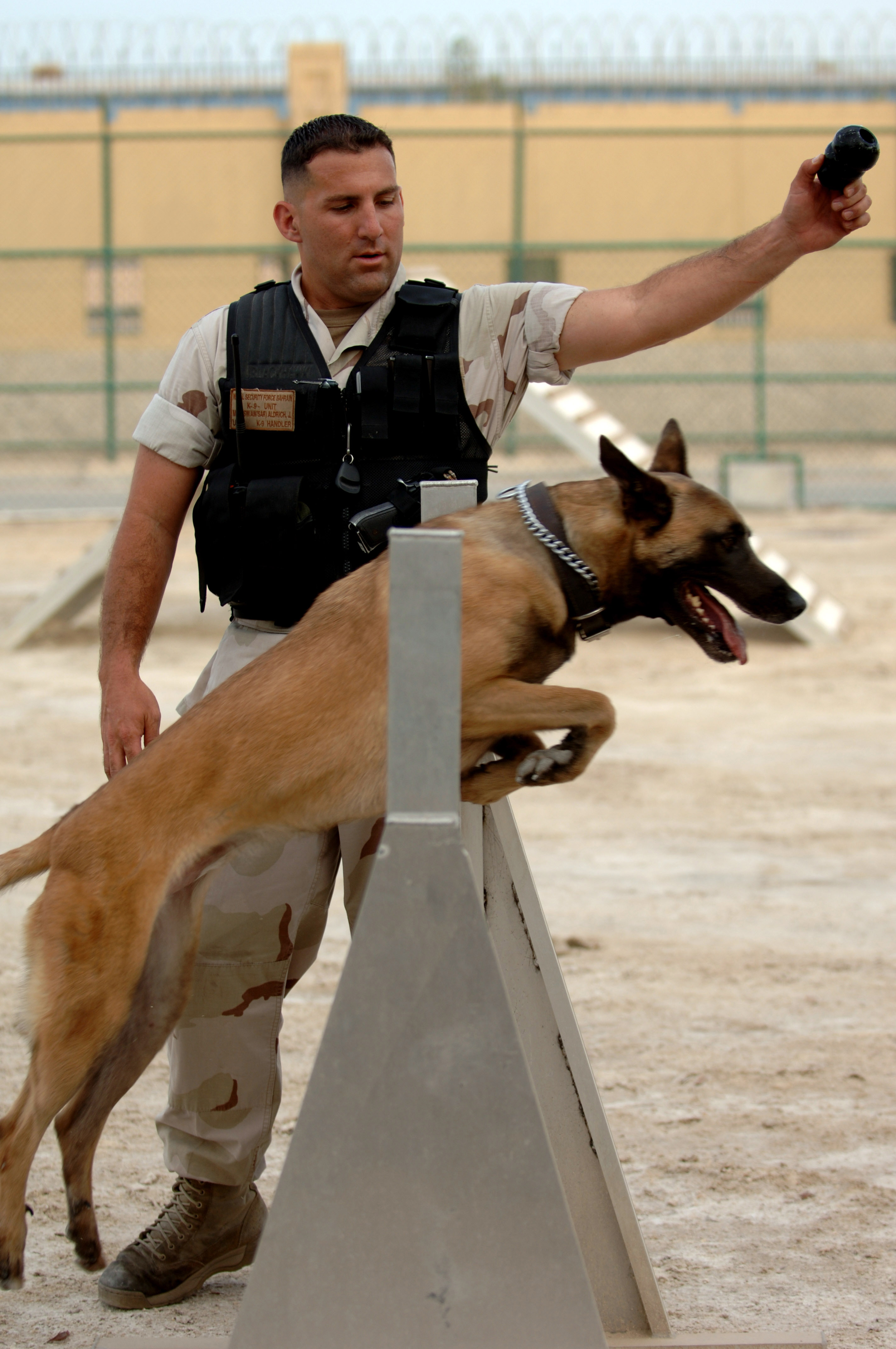
Addestramento della U.S. Naval Security Force K-9 - 2007
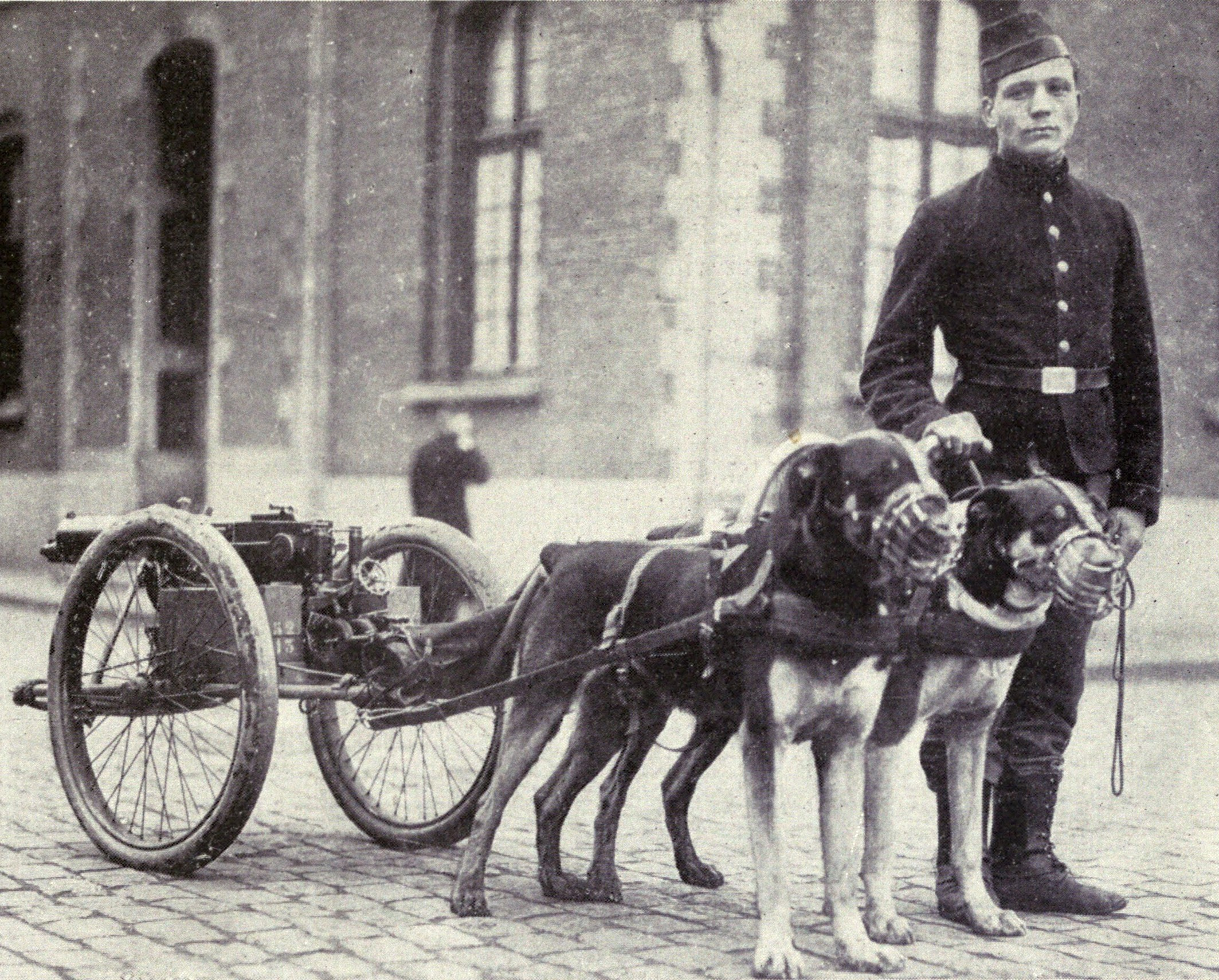
Cani da traino per mitragliatrice - Belgio, 1915
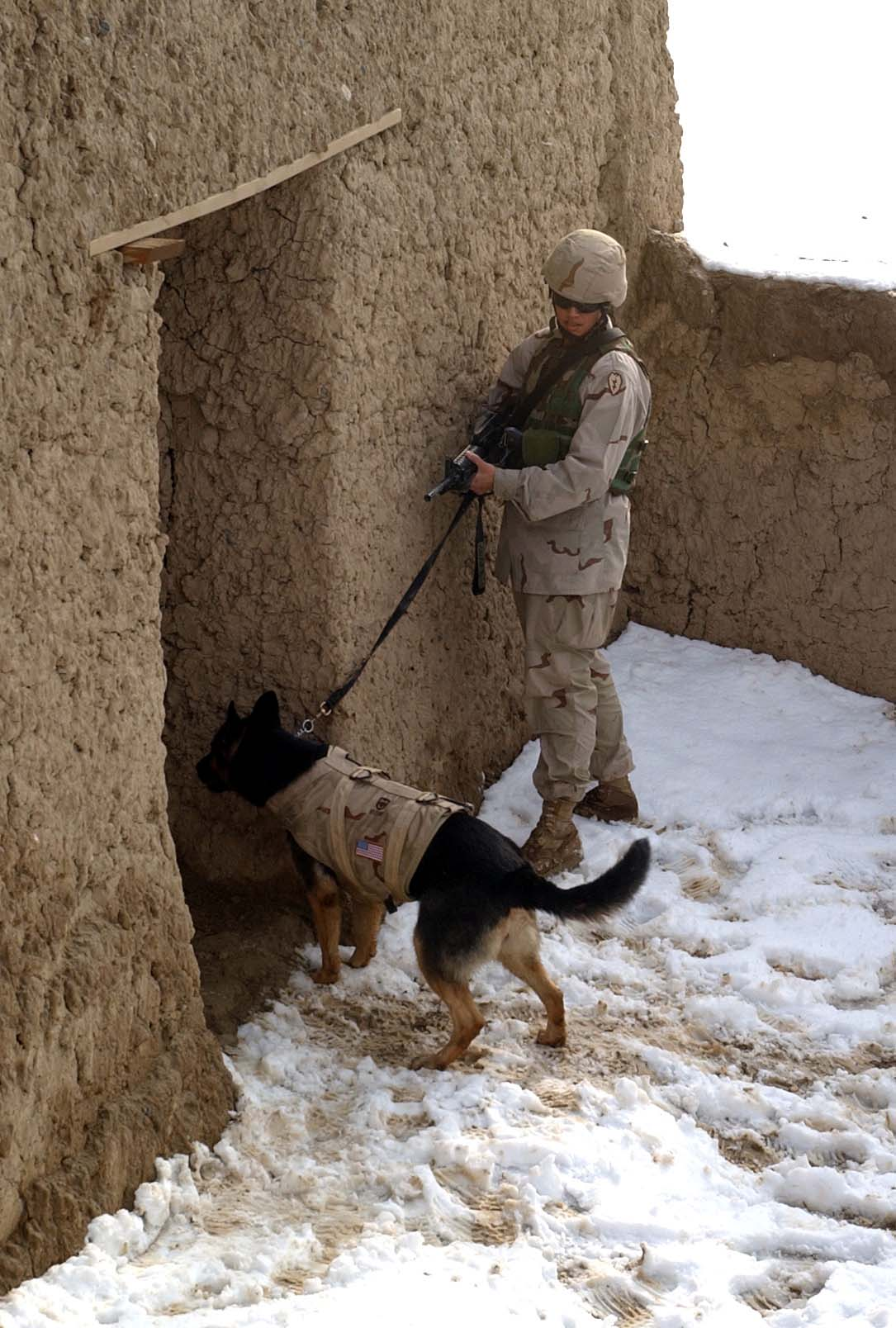
Operativo canino U.S. Army con giubbotto antiproiettile in operazione di rastrellamento - Afghanistan, 2005
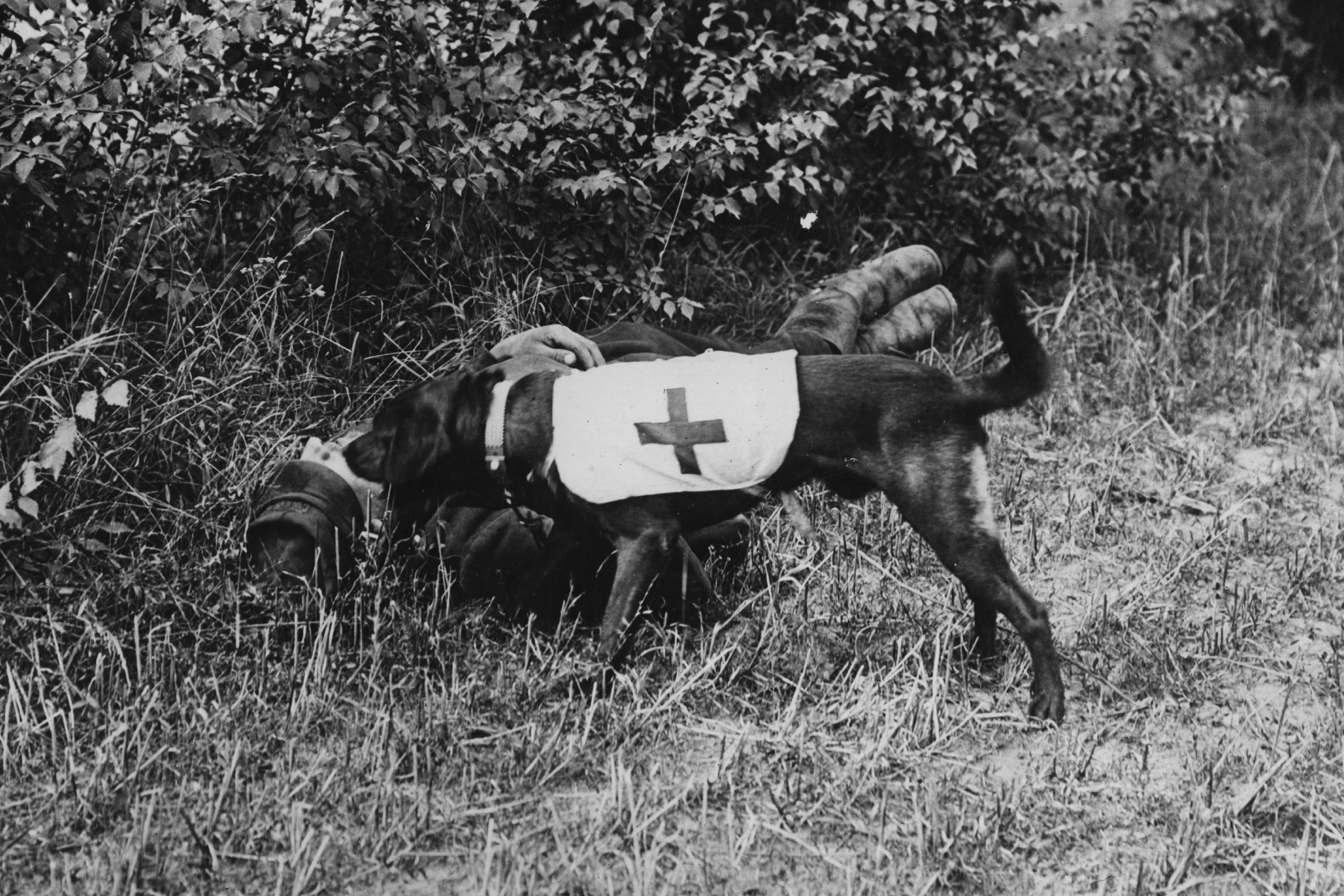
Cani di sanità alla ricerca di feriti - 1915
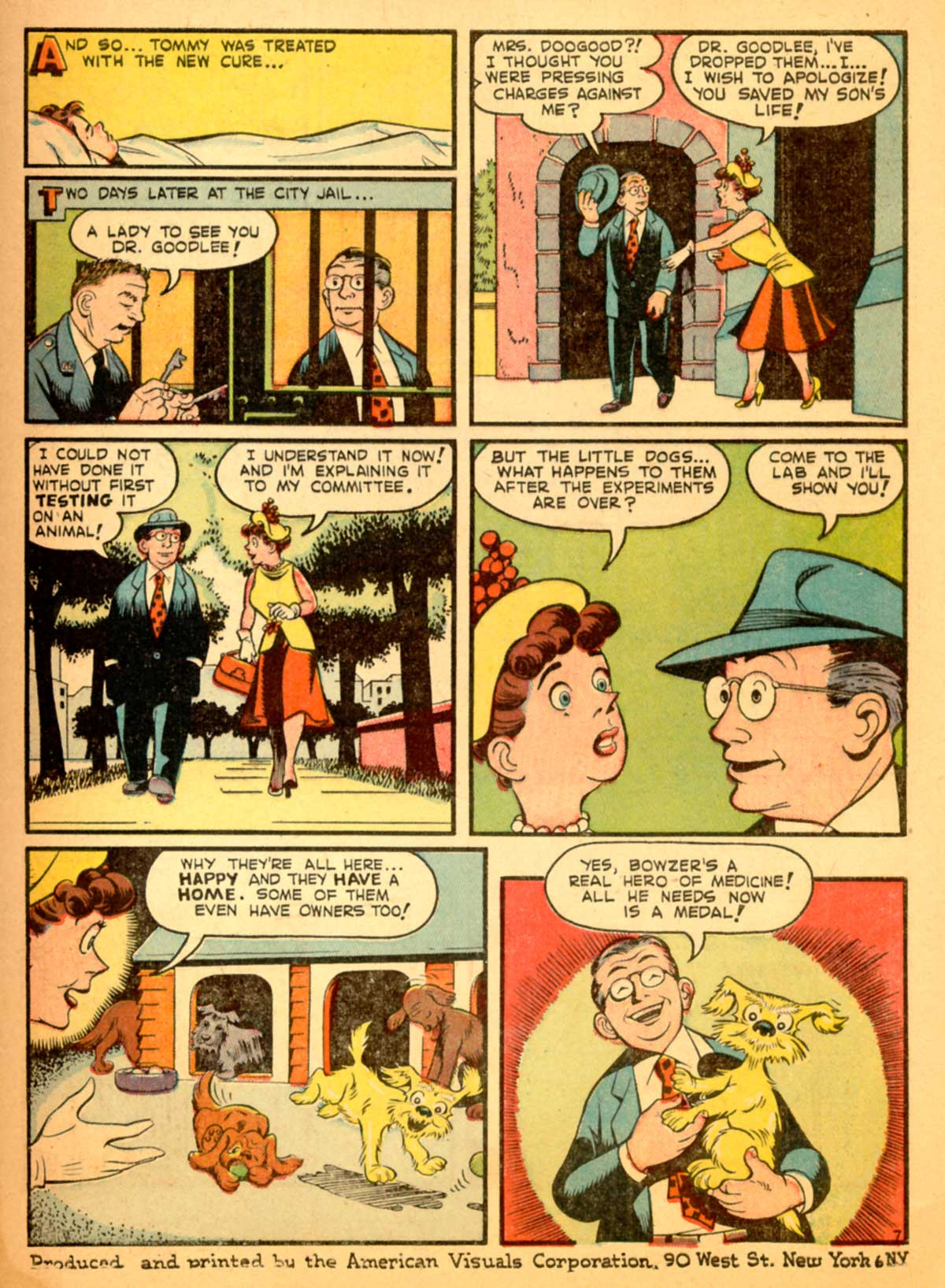
Poster della Seconda Guerra Mondiale enfatizzante l'importanza della sperimentazione medica nei cani
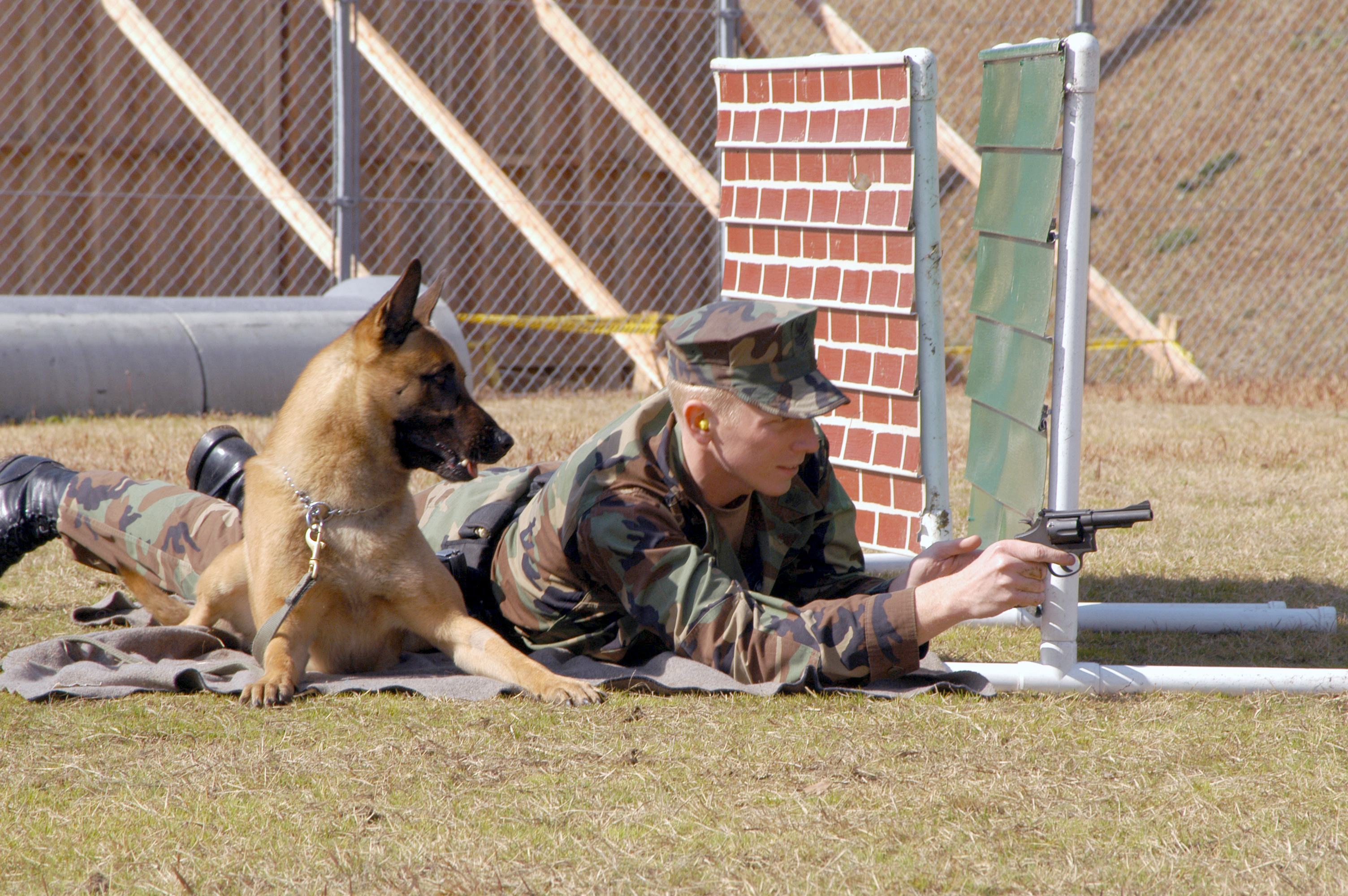
Capitano d'armi U.S. Navy abitua il suo cane al suono di una pistola che spara - 2003